# Gymnodiptychus integrigymnatus
Gymnodiptychus integrigymnatus es una especie de peces de la familia de los
Cyprinidae en el orden de los Cypriniformes.

## Morfología
Los machos pueden llegar alcanzar los 12,9 cm de longitud total.

## Hábitat
Es un pez de agua dulce y de clima subtropical.

## Distribución geográfica
Se encuentran en Asia: río Longchuanjiang en Yunnan (la China ).